# Staten van de Kwartieren
De Staten van de Kwartieren waren de vier Gelderse gebiedsdelen waaruit het hertogdom Gelre bestond. Het Gelderse bestuur van voor het jaar 1798 was erg ingewikkeld en vooral afwijkend van de besturen in de andere gewesten. Gelre bestond immers uit vier volkomen verschillende gebieden die erg op hun zelfstandigheid gesteld waren. 

## Geschiedenis

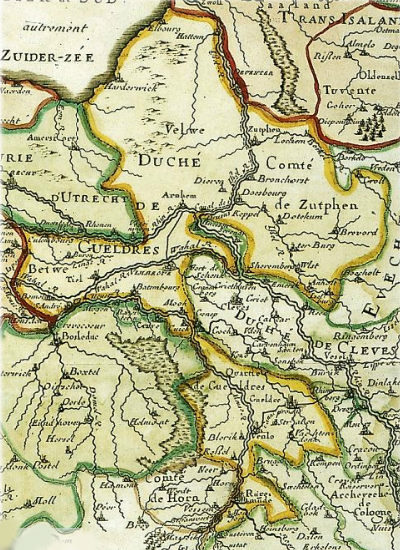
Gelre en zijn kwartieren.

Toen in 1339 het graafschap Gelre tot hertogdom (officieel hertogdom Gelre en graafschap Zutphen genoemd) werd verheven, waren naast de hertog ook de steden en de Gelderse ridderschappen al vroeg betrokken bij het landsbestuur. In de loop van de 14e eeuw kregen ze steeds meer invloed, per kwartier of gezamenlijk als Staten van Gelderland en Zutphen. Enkele delen van het huidige Gelderland waren tot en met de 18e eeuw zelfstandige graafschapjes, zoals het graafschap Culemborg en het graafschap Buren, of maakten deel uit van het hertogdom Kleef, zoals Huissen, Zevenaar en de Liemers.
Vier sluitstenen op de gevel van het Duivelshuis in Arnhem geven een indruk van de verhoudingen binnen het hertogdom Gelre in de 16e eeuw. De teksten slaan op de hoofdsteden van de vier kwartieren:
Nijmegen de oudste, Roermond de stoutste (dapperste), Zutphen de rijkste, Arnhem de genoeglijkste.
In 1543 onderwierp Willem V van Kleef, de laatste zelfstandige hertog van Gelre, zich aan keizer Karel V. Gelre werd een onderdeel van de Bourgondisch-Habsburgse Nederlanden. Als semi-officiële grondwet werd het Traktaat van Venlo uit 1543 ingesteld. Hierin werden de wederzijdse rechten en verplichtingen vastgelegd. Karel V beloofde de oude rechten en privileges te zullen erkennen. De geldende stads-, land- en dijkrechten zouden intact blijven. Geen schatting zou worden opgelegd zonder toestemming van bannerheren, ridderschappen en steden. Als bijzondere toezegging was opgenomen dat een aantal ambten en functies alleen bekleed zouden worden door mensen uit het gewest zelf, vanwege hun kennis van taal en gewoonten. Zo werd het ingewikkelde Gelderse bestuurstelsel tot de vorming van de Bataafse Republiek in stand gehouden.

## Staten
De Staten van de Kwartieren waren: kwartier van Arnhem, met als hoofdstad Arnhem, kwartier van Nijmegen, met als hoofdstad Nijmegen, kwartier van Zutphen, met als hoofdstad Zutphen, kwartier van Roermond, met als hoofdstad Roermond. Door de Tachtigjarige Oorlog werd het kwartier van Roermond van Gelre afgesplitst. De drie noordelijke kwartieren sloten zich aan bij de Unie van Utrecht (1579) en werden deel van de Republiek der Zeven Verenigde Nederlanden.
Het kwartier van Roermond of ook wel Spaans-Gelre genoemd kwam in handen van de Spaanse koning en werd deel van de Zuidelijke Nederlanden.

## Bron
- geldersarchief.nl